# Sex Drive
Sex Drive er er en amerikansk teenagekomediefilm i stil med American Pie, instrueret af Sean Anders. Den er baseret på romanen All the Way af Andy Behrens. Hovedrollerne spilles af  Josh Zuckerman, Clark Duke og Amanda Crew. James Marsden og Seth Green optræder i biroller. Filmen havde premiere i USA den 17. oktober 2008 og i Danmark den 1. januar 2009 og varer 1 time 50 minutter. 

## Handling
Den generte 18-årige Ian (Josh Zuckerman) går på sidste år i High School og er misundelig på sin bedste ven Lance (Clark Duke) på grund af hans store succes med pigerne. Han føler sig som den sidste amerikanske jomfru og er hemmeligt forelsket i sin barndomsveninde Felicia (Amanda Crew). Han chatter online og møder den tiltrækkende  "Ms. Tasty" (Katrina Bowden) på nettet, men hun bor i Knoxville i Tennessee, der er en helt anden stat. Han bliver dog overtalt til at tage turen, da hun i en besked skriver "hvis du kører hele vejen til mig, så går jeg hele vejen med dig".
Siden han bor i Brookfield i Illinois, stjæler han ekstranøglen til en 1969 Pontiac GTO Judge der tilhører homofobiske storebror Rex (James Marsden).
Sammen med sine to venner, Lance og Felicia, drager han af sted i bilen for at sikre sig sin drømmepige, men undervejs støder han på utallige komiske udfordringer. 

## Medvirkende
- Josh Zuckerman som Ian Lafferty
- Amanda Crew som Felicia
- Clark Duke som Lance
- James Marsden som Rex Lafferty
- Katrina Bowden som "Ms. Tasty"
- Seth Green som Ezekiel
- Alice Greczyn som Mary
- Charles McDermott som Andy Lafferty
- Kim Ostrenko som Ian's stepmother
- Brett Rice som Mr. Lafferty
- David Koechner som Hitchhiker
- Brian Posehn som Carney
- Mark L. Young som Randy
- Dave Sheridan som Bobby Jo
- Cole Petersen som Dylan
- Marianne Muellerleile som Grandma Prisoner
- Fall Out Boy som demselv